# Форт-Сміт (Північно-Західні території)
Форт-Сміт (англ. Fort Smith) — містечко в Канаді, у  Північно-Західних територіях.

## Населення
За даними перепису 2016 року, містечко нараховувало 2542 особи, показавши зростання на 1,8%, порівняно з 2011-м роком. Середня густина населення становила 27,4 осіб/км².
З офіційних мов обидвома одночасно володіли 180 жителів, тільки англійською — 2 320. Усього 235 осіб вважали рідною мовою не одну з офіційних, з них 165 — одну з корінних мов, а 5 — українську.
Працездатне населення становило 67,8% усього населення, рівень безробіття — 12,4% (16,1% серед чоловіків та 8,5% серед жінок). 92,5% осіб були найманими працівниками, а 5,2% — самозайнятими.
Середній дохід на особу становив $62 407 (медіана $48 333), при цьому для чоловіків — $69 298, а для жінок $55 559 (медіани — $50 432 та $46 336 відповідно).
17,8% мешканців мали закінчену шкільну освіту, не мали закінченої шкільної освіти — 25,9%, 56,3% мали післяшкільну освіту, з яких 31,1% мали диплом бакалавра, або вищий, 10 осіб мали вчений ступінь.
| Статево-вікова структура населення | Статево-вікова структура населення | Статево-вікова структура населення | Статево-вікова структура населення | Статево-вікова структура населення |
| ---------------------------------- | ---------------------------------- | ---------------------------------- | ---------------------------------- | ---------------------------------- |
|                                    |                                    |                                    |                                    |                                    |
| Всього                             | Всього                             | 50,0%                              |                                    |                                    |
| 0 — 14 років                       | 0 — 14 років                       |                                    | 21,3%                              | 21,3%                              |
| 15 — 64 років                      | 15 — 64 років                      |                                    | 67,5%                              | 67,5%                              |
| 65 і більше                        | 65 і більше                        |                                    | 11,2%                              | 11,2%                              |
| 85 і більше                        | 85 і більше                        |                                    | 0,6%                               | 0,6%                               |
| Середній вік (років)               | Середній вік (років)               | 36,336,5                           | 36,4                               | 36,4                               |
| Медіана (років)                    | Медіана (років)                    | 34,635,9                           | 35,2                               | 35,2                               |
| — чоловіки — жінки                 |                                    |                                    |                                    |                                    |

| Походження мешканців:     | Походження мешканців:     | Походження мешканців: | Походження мешканців: | Походження мешканців: |
| ------------------------- | ------------------------- | --------------------- | --------------------- | --------------------- |
| Походження                |                           |                       | осіб                  | %                     |
| Корінні американці        | Корінні американці        |                       | 1 655                 | 66.2%                 |
| Інше північноамериканське | Інше північноамериканське |                       | 210                   | 8.4%                  |
| Європейське               | Європейське               |                       | 1 190                 | 47.6%                 |
| британське                | британське                |                       | 700                   | 28%                   |
| французьке                | французьке                |                       | 360                   | 14.4%                 |
| українське                | українське                |                       | 70                    | 2.8%                  |
| Латинськоамериканське     | Латинськоамериканське     |                       | 10                    | 0.4%                  |
| Африканське               | Африканське               |                       | 15                    | 0.6%                  |
| Азійське                  | Азійське                  |                       | 55                    | 2.2%                  |
| Океанійське               | Океанійське               |                       | 10                    | 0.4%                  |

| Зайнятість населення за галузями (за класифікацією NOC): | Зайнятість населення за галузями (за класифікацією NOC): | Зайнятість населення за галузями (за класифікацією NOC): | Зайнятість населення за галузями (за класифікацією NOC): | Зайнятість населення за галузями (за класифікацією NOC): |
| -------------------------------------------------------- | -------------------------------------------------------- | -------------------------------------------------------- | -------------------------------------------------------- | -------------------------------------------------------- |
|                                                          |                                                          |                                                          |                                                          |                                                          |
| Управління                                               | Управління                                               |                                                          | 11,5%                                                    | 11,5%                                                    |
| Бізнес, фінанси та адміністрування                       | Бізнес, фінанси та адміністрування                       |                                                          | 15,3%                                                    | 15,3%                                                    |
| Природничі та прикладні науки                            | Природничі та прикладні науки                            |                                                          | 4,6%                                                     | 4,6%                                                     |
| Охорона здоров'я                                         | Охорона здоров'я                                         |                                                          | 5,7%                                                     | 5,7%                                                     |
| Освіта, правозахист, муніципальні та урядові служби      | Освіта, правозахист, муніципальні та урядові служби      |                                                          | 23%                                                      | 23%                                                      |
| Мистецтво, культура, відпочинок та спорт                 | Мистецтво, культура, відпочинок та спорт                 |                                                          | 3,4%                                                     | 3,4%                                                     |
| Роздрібна торгівля та послуги                            | Роздрібна торгівля та послуги                            |                                                          | 14,9%                                                    | 14,9%                                                    |
| Гуртова торгівля, транспорт та обладнання                | Гуртова торгівля, транспорт та обладнання                |                                                          | 17,2%                                                    | 17,2%                                                    |
| Природні ресурси, сільське господарство                  | Природні ресурси, сільське господарство                  |                                                          | 2,7%                                                     | 2,7%                                                     |
| Виробництво                                              | Виробництво                                              |                                                          | 1,1%                                                     | 1,1%                                                     |

## Клімат

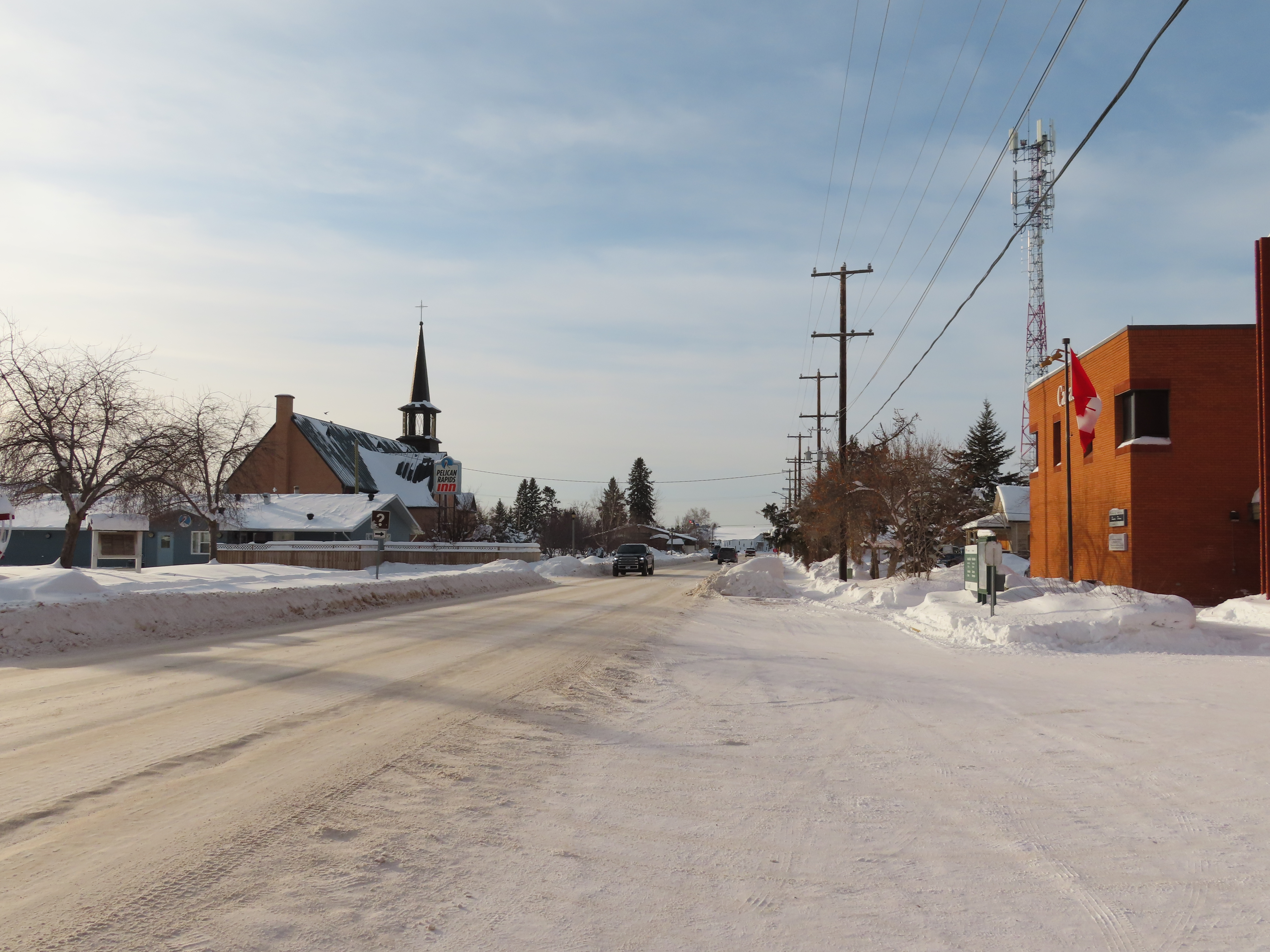
Fort Smith
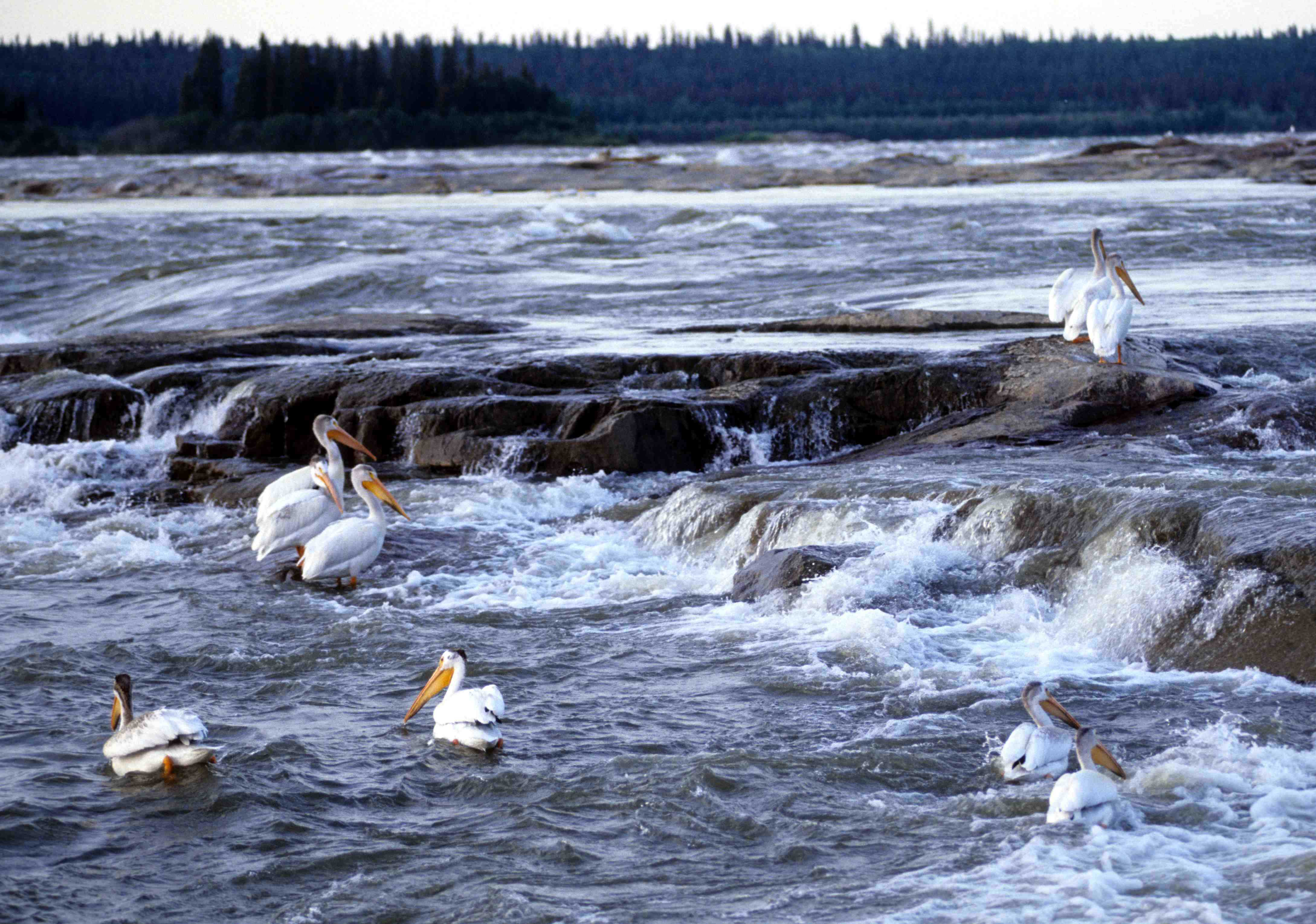
Fort Smith

Містечко знаходиться у зоні, котра характеризується континентальним субарктичним кліматом. Найтепліший місяць — липень із середньою температурою 17 °C (62.6 °F). Найхолодніший місяць — січень, із середньою температурою -22.4 °С (-8.4 °F).
| Клімат Форт-Сміта       | Клімат Форт-Сміта | Клімат Форт-Сміта | Клімат Форт-Сміта | Клімат Форт-Сміта | Клімат Форт-Сміта | Клімат Форт-Сміта | Клімат Форт-Сміта | Клімат Форт-Сміта | Клімат Форт-Сміта | Клімат Форт-Сміта | Клімат Форт-Сміта | Клімат Форт-Сміта | Клімат Форт-Сміта |
| Показник                | Січ.              | Лют.              | Бер.              | Квіт.             | Трав.             | Черв.             | Лип.              | Серп.             | Вер.              | Жовт.             | Лист.             | Груд.             | Рік               |
| Абсолютний максимум, °C | 8,7               | 12,2              | 14,9              | 30                | 31,8              | 35                | 34,4              | 35,3              | 31,7              | 26,1              | 13,3              | 9,4               | 35,3              |
| Середній максимум, °C   | −17,8             | −13,5             | −5                | 6                 | 14,2              | 20,9              | 23,3              | 20,8              | 13,6              | 4,2               | −7,6              | −15               | 3,7               |
| Середня температура, °C | −22,4             | −19,1             | −11,8             | −0,3              | 7,8               | 14,4              | 17                | 14,7              | 8,4               | 0,2               | −11,4             | −19,3             | −1,8              |
| Середній мінімум, °C    | −27               | −24,7             | −18,5             | −6,6              | 1,3               | 7,9               | 10,7              | 8,6               | 3,1               | −3,7              | −15,1             | −23,5             | −7,3              |
| Абсолютний мінімум, °C  | −49,4             | −53,9             | −44,4             | −40,6             | −23               | −6,1              | −3,3              | −5,6              | −12,8             | −27,9             | −40,6             | −48,3             | −53,9             |
| Норма опадів, мм        | 16.5              | 12.2              | 13.2              | 12.7              | 27.8              | 48.8              | 54.5              | 54.5              | 42.4              | 32.4              | 22.3              | 16.6              | 353.6             |
| Днів з дощем            | 0,2               | 0,2               | 0,4               | 2,8               | 7,4               | 10,9              | 11,8              | 12,6              | 11,7              | 7,5               | 1,2               | 0,3               | 66,9              |
| Днів зі снігом          | 12,5              | 10                | 8,2               | 4,1               | 1,2               | 0                 | 0                 | 0,1               | 0,8               | 8,4               | 15,1              | 13,5              | 73,9              |
| Вологість повітря, %    | 95                | 92                | 78                | 73                | 69                | 67                | 72                | 71                | 78                | 83                | 92                | 90                | 80                |
| ----------------------- | ----------------- | ----------------- | ----------------- | ----------------- | ----------------- | ----------------- | ----------------- | ----------------- | ----------------- | ----------------- | ----------------- | ----------------- | ----------------- |
| Джерело: Weatherbase    |                   |                   |                   |                   |                   |                   |                   |                   |                   |                   |                   |                   |                   |

- Fort Smith
- Fort Smith